# Hypena sudestensis
Hypena sudestensis là một loài bướm đêm trong họ Erebidae.